# 佐久太神社
佐久太神社（さくたじんじゃ）は、岐阜県加茂郡富加町にある神社。式内社の美濃国賀茂郡佐久太神社という。旧社格は村社。

## 概要
創建時期は不明。江戸時代は「熊野権現」と呼ばれていたという。

## 祭神

### 主神
- 保食神

### 合祀
- 火産霊神
- 木花咲耶姫神
- 伊弉冉神
- 伊弉諾神
- 猿田彦神
- 倉稻魂神
- 大宮女神
- 美都波売神
- 菅原道真

## 文化財
- 薙刀（富加町指定文化財 工芸品）[1]

## 交通
- 長良川鉄道富加駅より約5km
- 富加町役場より東へ約1.5km